# Паскуалино «Семь красоток»
Паскуалино «Семь красоток» (итал. Pasqualino Settebellezze) — итальянский художественный фильм, поставленный режиссёром Линой Вертмюллер в 1975 году. Сюжет фильма основан на реальной истории.
Благодаря этому фильму Вертмюллер стала первой женщиной, номинированной на премию «Оскар» за лучшую режиссуру. Фильм получил три другие номинации на премию «Оскар», в том числе за лучший фильм на иностранном языке.
Декорации к фильму выполнил супруг Лины Вертмюллер Энрико Джоб.

## Сюжет
Итальянский обыватель Паскуалино дезертирует из армии во время Второй мировой войны, а затем попадает в концлагерь, где он делает всё, чтобы выжить (оказывает сексуальные услуги женщине-коменданту, по её распоряжению выбирает шесть человек, в том числе своего товарища, которые будут убиты).
Через воспоминания главного героя мы узнаем о его семье, о семи непривлекательных сёстрах (из-за которых он получил прозвище «Семь красоток»). Чтобы сохранить честь семьи, Паскуалино убивает сутенёра, который сделал одну из его сестёр проституткой. Пойманный полицией, он был осуждён и отправлен в тюрьму. Паскуалино добивается перевода в психиатрическую больницу, но вместо этого добровольно отправляется в итальянскую армию, которая является союзником немецкой. Вместе с итальянским товарищем он в конце концов покидает армию, но их захватывают и отправляют в немецкий концлагерь.
В конце войны, по возвращении в Неаполь, Паскуалино обнаруживает, что все его сёстры, его невеста и даже его мать выжили, став проститутками.

## В ролях
| Актёр               | Роль                                                                |
| ------------------- | ------------------------------------------------------------------- |
| Джанкарло Джаннини  | Паскуалино Фрафузо , известный также как Паскуалино «Семь красавиц» |
| Фернандо Рей        | Педро , заключенный анархист                                        |
| Ширли Столер        | комендант тюрьмы                                                    |
| Елена Фьоре         | Кончеттина , сестра Паскуалино                                      |
| Пьеро Ди Иорио      | Франческо (товарищ Паскуалино)                                      |
| Энцо Витале         | Дон Раффаэле                                                        |
| Роберто Херлицка    | социалист                                                           |
| Лючио Амелио        | юрист                                                               |
| Эрмелинда де Феличе | мать Паскуалино                                                     |
| Бьянка д’Орилья     | психиатр                                                            |
| Франческа Марчано   | Каролина                                                            |
| Марио Конти         | Тотонно , сутенер Кончеттины                                        |

## Производство
Большая часть съемок проходила в Неаполе.

## Награды и номинации
1977 — премия Оскар
- Номинация «Лучший иностранный фильм»
- Номинация «Лучший режиссер»
- Номинация «Лучшая мужская роль»
- Номинация «Лучший оригинальный сценарий»

1977 — Золотой Глобус
- Номинация «Лучший иностранный фильм»

1977 — Премия Гильдии режиссеров Америки
- Номинация «Лучший режиссер» — Лина Вертмюллер

1977 — Награда Нью-Йоркского кинокритика
- Номинация «Лучший фильм» — Лина Вертмюллер
- Номинация «Лучший режиссер» — Лина Вертмюллер
- Номинация «Лучший оригинальный сценарий» — Лина Вертмюллер